# قائمة الجوائز والترشيحات التي تلقتها ساندرا بولوك
هذة قائمة الجوائز والترشيحات التي تلقتها الممثلة، ومنتجة الأفلام، ومخرجة الأفلام ساندرا بولوك خلال مشوارها الفني. تلقت ترشيحات لجائزتان أوسكار، وخمس جوائز غولدن غلوب، وثلاث جوائز نقابة ممثلي الشاشة.
من أجل أدائها في فيلم السيرة الذاتية الدرامي البعد الآخر (2009)، حازت بولوك علي جائزة الأوسكار لأفضل ممثلة، وجائزة غولدن غلوب لأفضل ممثلة - فيلم دراما، وجائزة نقابة ممثلي الشاشة للأداء المتميز لممثلة في دور رئيسي. كما ترشحت لنفس الفئات من نفس الجوائز علي فيلم الخيال العلمي جاذبية (2013).

## الجوائز الكبري

### جوائز الأوسكار
فازت بواحدة منها، وترشحت لجائزتان منها
| العام | العمل المُرشح | الفئة      | النتائج |
| ----- | ------------ | ---------- | ------- |
| 2010  | البعد الآخر  | أفضل ممثلة | فوز     |
| 2014  | جاذبية       | أفضل ممثلة | رُشِّح     |

### جوائز الغولدن غلوب
فازت بواحدة منها، وترشحت لخمس جوائز منها
| العام | العمل المُرشح    | الفئة                              | النتائج |  |
| ----- | --------------- | ---------------------------------- | ------- |  |
| 1996  | عندما كنت نائماً | أفضل ممثلة - فيلم موسيقي أو كوميدي | رُشِّح     |  |
| 2001  | ملكة الدماثة    | أفضل ممثلة - فيلم موسيقي أو كوميدي | رُشِّح     |  |
| 2010  | عرض الزواج      | أفضل ممثلة - فيلم موسيقي أو كوميدي | رُشِّح     |  |
| 2010  | البعد الآخر     | أفضل ممثلة - فيلم دراما            | فوز     |  |
| 2014  | جاذبية          | أفضل ممثلة - فيلم دراما            | رُشِّح     |  |

### جوائز نقابة ممثلي الشاشة
فازت بجائزتان منها، وترشحت لثلاث جوائز منها
| العام | العمل المُرشح | الفئة                          | النتائج |
| ----- | ------------ | ------------------------------ | ------- |
| 2006  | تصادم        | أداء متميز للممثلين في السينما | فوز     |
| 2010  | البعد الآخر  | أداء متميز لممثلة في دور رئيسي | فوز     |
| 2014  | جاذبية       | أداء متميز لممثلة في دور رئيسي | رُشِّح     |

## جوائز الجمهور

### جوائز غولدن شموز
فازت بواحدة منها، وترشحت لجائزتان منها
| العام | العمل المُرشح | الفئة                       | النتائج |
| ----- | ------------ | --------------------------- | ------- |
| 2013  | —            | المشهورة المفضلة لهذا العام | رُشِّح     |
| 2013  | جاذبية       | أفضل ممثلة للعام            | فوز     |

### جوائز إم تي في للأفلام والتلفزيون
فازت بـ5 جوائز منها، وترشحت لـ15 جائزة منها
| العام | العمل المُرشح    | الفئة                                      | النتائج |  |
| ----- | --------------- | ------------------------------------------ | ------- |  |
| 1995  | سرعة            | أفضل أداء نسائي                            | فوز     |  |
| 1995  | سرعة            | أكثر أنثي مرغوب فيها                       | فوز     |  |
| 1995  | سرعة            | أفضل ثنائي على الشاشة (بمشاركة كيانو ريفز) | فوز     |  |
| 1995  | سرعة            | أفضل قبلة (بمشاركة كيانو ريفز)             | رُشِّح     |  |
| 1996  | عندما كنت نائماً | أفضل أداء نسائي                            | رُشِّح     |  |
| 1996  | عندما كنت نائماً | أكثر أنثي مرغوب فيها                       | رُشِّح     |  |
| 1996  | الشبكة          | أكثر أنثي مرغوب فيها                       | رُشِّح     |  |
| 1997  | وقت للقتل       | أفضل أداء نسائي                            | رُشِّح     |  |
| 2010  | البعد الآخر     | أفضل أداء نسائي                            | رُشِّح     |  |
| 2010  | عرض الزواج      | أفضل أداء كوميدي                           | رُشِّح     |  |
| 2010  | عرض الزواج      | أفضل قبلة (بمشاركة رايان رينولدز)          | رُشِّح     |  |
| 2010  | —               | جائزة إم تي في للأجيال                     | فوز     |  |
| 2014  | جاذبية          | أفضل أداء نسائي                            | رُشِّح     |  |
| 2019  | صندوق الطائر    | أفضل أداء نسائي                            | رُشِّح     |  |
| 2019  | صندوق الطائر    | الأداء الأكثر رعبا                         | فوز     |  |

### جوائز اختيار أطفال نكلوديون
لم تفز، ولكنها ترشحت لـ7 جوائز منها
| العام | العمل المُرشح            | الفئة                                   | النتائج |  |
| ----- | ----------------------- | --------------------------------------- | ------- |  |
| 1995  | سرعة                    | الممثلة السينمائية المفضلة              | رُشِّح     |  |
| 2000  | قوى الطبيعة             | الممثلة السينمائية المفضلة              | رُشِّح     |  |
| 2000  | قوى الطبيعة             | ثنائي السينما المفضل (بمشاركة بن أفليك) | رُشِّح     |  |
| 2010  | البعد الآخر وعرض الزواج | الممثلة السينمائية المفضلة              | رُشِّح     |  |
| 2014  | جاذبية                  | الممثلة السينمائية المفضلة              | رُشِّح     |  |
| 2014  | جاذبية                  | Favorite Female Butt Kicker             | رُشِّح     |  |
| 2016  | المينيون                | الصوت المفضل من فيلم رسوم متحركة        | رُشِّح     |  |

### جوائز خيار الشعب
فازت بـ11 جائزة منها، وترشحت لـ19 جائزة منها
| العام | العمل المُرشح                   | الفئة                                            | النتائج |  |
| ----- | ------------------------------ | ------------------------------------------------ | ------- |  |
| 1996  | عندما كنت نائماً                | ممثلة الصور المتحركة المفضلة                     | فوز     |  |
| 1997  | وقت للقتل                      | ممثلة الصور المتحركة المفضلة                     | فوز     |  |
| 1998  | سرعة 2: تحكم أوتوماتيكي للسرعة | ممثلة الصور المتحركة المفضلة                     | رُشِّح     |  |
| 1999  | سحر عملي                       | ممثلة الصور المتحركة المفضلة                     | فوز     |  |
| 2000  | قوى الطبيعة                    | ممثلة الصور المتحركة المفضلة                     | رُشِّح     |  |
| 2003  | إشعار لمدة أسبوعين             | ممثلة الصور المتحركة المفضلة                     | رُشِّح     |  |
| 2006  | ملكة الدماثة 2 مسلحة ورائعة    | النجمة السينمائية الأنثي المفضلة                 | فوز     |  |
| 2007  | منزل البحيرة                   | النجمة السينمائية الأنثي المفضلة                 | رُشِّح     |  |
| 2008  | هاجس                           | النجمة السينمائية الأنثي المفضلة                 | رُشِّح     |  |
| 2010  | عرض الزواج                     | الممثلة السينمائية المفضلة                       | فوز     |  |
| 2010  | عرض الزواج                     | الفريق المفضل علي الشاشة (بمشاركة رايان رينولدز) | رُشِّح     |  |
| 2014  | جاذبية                         | الممثلة السينمائية المفضلة                       | فوز     |  |
| 2014  | جاذبية                         | ممثلة الأفلام الدرامية المفضلة                   | فوز     |  |
| 2014  | جاذبية                         | ثنائي السينما المفضل (بمشاركة جورج كلوني)        | فوز     |  |
| 2014  | الحرارة                        | ممثلة الأفلام الكوميدية المفضلة                  | فوز     |  |
| 2014  | الحرارة                        | ثنائي السينما المفضل (بمشاركة ميليسا مكارثي)     | رُشِّح     |  |
| 2016  | سمعتنا في أزمة                 | الممثلة السينمائية المفضلة                       | فوز     |  |
| 2016  | المينيون                       | صوت فيلم الرسوم المتحركة المفضل                  | فوز     |  |
| 2018  | أوشنس 8                        | النجمة السينمائية الأنثي المفضلة                 | رُشِّح     |  |

### جوائز اختيار المراهقين
فازت بـ9 جوائز منها، وترشحت لـ20 جائزة منها
| العام | العمل المُرشح                    | الفئة                                                    | النتائج |  |
| ----- | ------------------------------- | -------------------------------------------------------- | ------- |  |
| 1999  | قوى الطبيعة                     | Choice Movie - Hissy Fit                                 | فوز     |  |
| 2001  | ملكة الدماثة                    | الممثلة السينمائية المُختارة                              | رُشِّح     |  |
| 2001  | ملكة الدماثة                    | Choice Movie - Hissy Fit                                 | رُشِّح     |  |
| 2001  | ملكة الدماثة                    | Choice Movie - Wipeout                                   | فوز     |  |
| 2002  | الأسرار الإلهية للأخوات يايا    | الممثلة السينمائية - الدرامية / الأكشن-المُغامِرة المُختارة | رُشِّح     |  |
| 2003  | إشعار لمدة أسبوعين              | الممثلة السينمائية الكوميدية المُختارة                    | رُشِّح     |  |
| 2003  | إشعار لمدة أسبوعين              | Choice Movie - Hissy Fit                                 | رُشِّح     |  |
| 2005  | ملكة الدماثة 2 مسلحة ورائعة     | الممثلة السينمائية الكوميدية المُختارة                    | فوز     |  |
| 2005  | ملكة الدماثة 2 مسلحة ورائعة     | الفيلم الراقص المتسلسل المُختار (بمشاركة ريجينا كينغ)     | رُشِّح     |  |
| 2006  | منزل البحيرة                    | Choice Movie - Liplock (بمشاركة كيانو ريفز)              | فوز     |  |
| 2009  | عرض الزواج                      | النجمة السينمائية الصيفية الأنثي المُختارة                | رُشِّح     |  |
| 2010  | عرض الزواج                      | الممثلة السينمائية الكوميدية الرومانسية المُختارة         | فوز     |  |
| 2010  | عرض الزواج                      | Choice Movie - Chemistry (بمشاركة رايان رينولدز)         | رُشِّح     |  |
| 2010  | عرض الزواج                      | Choice Movie - Liplock (بمشاركة رايان رينولدز)           | رُشِّح     |  |
| 2010  | عرض الزواج                      | الفيلم الراقص المُختار (بمشاركة بيتي وايت)                | فوز     |  |
| 2010  | البعد الآخر                     | الممثلة السينمائية الدرامية المُختارة                     | فوز     |  |
| 2012  | صاخب لأقصى حد وقريب قرب لا يُصدق | الممثلة السينمائية الدرامية المُختارة                     | رُشِّح     |  |
| 2013  | الحرارة                         | النجمة السينمائية الصيفية الأنثي المُختارة                | فوز     |  |
| 2013  | الحرارة                         | Choice Movie - Chemistry (بمشاركة ميليسا مكارثي)         | فوز     |  |
| 2014  | جاذبية                          | الممثلة السينمائية الدرامية المُختارة                     | رُشِّح     |  |

## جوائز النقاد والجمعيات

### جوائز جمعية نقاد السينما الأمريكية الأفريقية
فازت بجائزة منها، وترشحت لجائزة منها
| العام | العمل المُرشح | الفئة      | النتائج |
| ----- | ------------ | ---------- | ------- |
| 2013  | جاذبية       | أفضل ممثلة | فوز     |

### جوائز تحالف الصحافيات السينمائيات
فازت بـ3 جوائز منها، وترشحت لـ6 جوائز منها
| العام | العمل المُرشح | الفئة                             | النتائج |
| ----- | ------------ | --------------------------------- | ------- |
| 2011  | —            | جائزة النشاط الإنساني             | فوز     |
| 2012  | —            | جائزة النشاط الإنساني             | رُشِّح     |
| 2013  | جاذبية       | أفضل ممثلة                        | رُشِّح     |
| 2013  | جاذبية       | جائزة كيك آس لأفضل نجمة أكشن أنثي | فوز     |
| 2013  | جاذبية       | ممثلة تتحدي العمر والشيخوخة       | فوز     |
| 2013  | جاذبية       | أيقونة أنثي العام                 | رُشِّح     |

### جوائز مجتمع حلبة الجوائز
فازت بواحدة منها، وترشحت لـ3 جوائز منها
| العام | العمل المُرشح | الفئة           | النتائج |
| ----- | ------------ | --------------- | ------- |
| 2005  | تصادم        | أفضل طاقم تمثيل | فوز     |
| 2009  | البعد الآخر  | أفضل ممثلة      | رُشِّح     |
| 2013  | جاذبية       | أفضل ممثلة      | رُشِّح     |

### جوائز جمعية شيكاغو لنقاد السينما
لم تفز، وترشحت لجائزتان منها
| العام | العمل المُرشح | الفئة               | النتائج |
| ----- | ------------ | ------------------- | ------- |
| 1995  | سرعة         | الممثلة الأكثر وعدا | رُشِّح     |
| 2013  | جاذبية       | أفضل ممثلة          | رُشِّح     |

### جوائز اختيار النقاد للأفلام
فازت بـ3 جوائز منها، وترشحت لـ5 جوائز منها
| العام | العمل المُرشح | الفئة                   | النتائج |  |
| ----- | ------------ | ----------------------- | ------- |  |
| 2006  | تصادم        | أفضل طاقم تمثيل         | فوز     |  |
| 2010  | البعد الآخر  | أفضل ممثلة              | فوز     |  |
| 2014  | جاذبية       | أفضل ممثلة              | رُشِّح     |  |
| 2014  | جاذبية       | أفضل ممثلة في فيلم أكشن | فوز     |  |
| 2014  | الحرارة      | أفضل ممثلة في الكوميديا | رُشِّح     |  |

### جوائز جمعية نقاد السينما في دالاس فورت ورث
لم تفز، وترشحت لجائزتان منها
| العام | العمل المُرشح | الفئة      | النتائج |
| ----- | ------------ | ---------- | ------- |
| 2009  | البعد الآخر  | أفضل ممثلة | فوز     |
| 2014  | جاذبية       | أفضل ممثلة | رُشِّح     |

### جوائز جمعية نقاد سينما دنفر
لم تفز، وترشحت لجائزتان منها
| العام | العمل المُرشح | الفئة      | النتائج |
| ----- | ------------ | ---------- | ------- |
| 2010  | البعد الآخر  | أفضل ممثلة | رُشِّح     |
| 2014  | جاذبية       | أفضل ممثلة | رُشِّح     |

### جوائز دائرة نقاد سينما دبلن
لم تفز، وترشحت لجائزة منها
| العام | العمل المُرشح | الفئة      | النتائج |
| ----- | ------------ | ---------- | ------- |
| 2013  | جاذبية       | أفضل ممثلة | رُشِّح     |

### جوائز جمعية نقاد الترفيه المثليين والمثليات
لم تفز، وترشحت لجائزة منها
| العام | العمل المُرشح | الفئة                      | النتائج |
| ----- | ------------ | -------------------------- | ------- |
| 2014  | جاذبية       | أفضل أداء فيلم للسنة لأنثي | رُشِّح     |

### جوائز جمعية نقاد السينما في جورجيا
لم تفز، وترشحت لجائزتان منها
| العام | العمل المُرشح                    | الفئة             | النتائج |
| ----- | ------------------------------- | ----------------- | ------- |
| 2012  | صاخب لأقصى حد وقريب قرب لا يصدق | أفضل ممثلة مساعدة | رُشِّح     |
| 2014  | جاذبية                          | أفضل ممثلة        | رُشِّح     |

### جوائز جمعية هيوستن لنقاد السينما
فازت بواحدة منها، وترشحت لجائزتان منها
| العام | العمل المُرشح | الفئة      | النتائج |
| ----- | ------------ | ---------- | ------- |
| 2009  | البعد الآخر  | أفضل ممثلة | رُشِّح     |
| 2013  | جاذبية       | أفضل ممثلة | فوز     |

### جوائز استطلاع نقاد إندي واير
لم تفز، وترشحت لجائزة منها
| العام | العمل المُرشح | الفئة           | النتائج |
| ----- | ------------ | --------------- | ------- |
| 2013  | جاذبية       | أفضل أداء رئيسي | رُشِّح     |

### جوائز استطلاع نقاد السينما الدولية علي الإنترنت
لم تفز، وترشحت لجائزة منها
| العام | العمل المُرشح | الفئة             | النتائج |
| ----- | ------------ | ----------------- | ------- |
| 2010  | البعد الآخر  | أفضل ممثلة رئيسية | رُشِّح     |

### جوائز نقاد سينما آيوا
لم تفز، وترشحت لجائزة منها
| العام | العمل المُرشح | الفئة      | النتائج |
| ----- | ------------ | ---------- | ------- |
| 2014  | جاذبية       | أفضل ممثلة | رُشِّح     |

### جوائز دائرة نقاد سينما كانساس سيتي
فازت بواحدة منها، وترشحت لجائزة منها
| العام | العمل المُرشح | الفئة      | النتائج |
| ----- | ------------ | ---------- | ------- |
| 2013  | جاذبية       | أفضل ممثلة | فوز     |

### جوائز دائرة نقاد لندن
لم تفز، وترشحت لجائزة منها
| العام | العمل المُرشح | الفئة       | النتائج |
| ----- | ------------ | ----------- | ------- |
| 2014  | جاذبية       | ممثلة العام | رُشِّح     |

### جوائز لون ستار للسينما والتلفزيون
فازت بواحدة منها، وترشحت لجائزة منها
| العام | العمل المُرشح | الفئة      | النتائج |
| ----- | ------------ | ---------- | ------- |
| 1999  | الأمل السائر | أفضل ممثلة | فوز     |

### جوائز صورة الجمعية الوطنية للنهوض بالملونين
لم تفز، وترشحت لجائزة منها
| العام | العمل المُرشح | الفئة                      | النتائج |
| ----- | ------------ | -------------------------- | ------- |
| 2010  | البعد الآخر  | أفضل ممثلة في فيلم سينمائي | رُشِّح     |

### جوائز جمعية كارولاينا الشمالية لنقاد السينما
لم تفز، وترشحت لجائزة منها
| العام | العمل المُرشح | الفئة      | النتائج |
| ----- | ------------ | ---------- | ------- |
| 2014  | جاذبية       | أفضل ممثلة | رُشِّح     |

### جوائز جمعية شمال تكساس لنقاد السينما
فازت بواحدة منها، وترشحت لجائزة منها
| العام | العمل المُرشح | الفئة      | النتائج |
| ----- | ------------ | ---------- | ------- |
| 2014  | جاذبية       | أفضل ممثلة | فوز     |

### جوائز جمعية السينما والتلفزيون علي الإنترنت
فازت بواحدة منها، وترشحت لـ3 جوائز منها
| العام | العمل المُرشح | الفئة                                        | النتائج |
| ----- | ------------ | -------------------------------------------- | ------- |
| 1999  | أمير مصر     | أفضل لحظة سينمائية - لجزء سلسلة البحر الأحمر | رُشِّح     |
| 2010  | البعد الآخر  | أفضل ممثلة                                   | رُشِّح     |
| 2014  | جاذبية       | أفضل ممثلة                                   | رُشِّح     |

### جوائز جمعية نقاد فيلم فينيكس
لم تفز، وترشحت لجائزة منها
| العام | العمل المُرشح | الفئة             | النتائج |
| ----- | ------------ | ----------------- | ------- |
| 2013  | جاذبية       | أفضل ممثلة رئيسية | رُشِّح     |

### جوائز جمعية سان دييغو لنقاد السينما
لم تفز، وترشحت لجائزتان منها
| العام | العمل المُرشح | الفئة      | النتائج |
| ----- | ------------ | ---------- | ------- |
| 2009  | البعد الآخر  | أفضل ممثلة | رُشِّح     |
| 2013  | جاذبية       | أفضل ممثلة | رُشِّح     |

### جوائز دائرة نقاد السينما بمنطقة خليج سان فرانسيسكو
لم تفز، وترشحت لجائزة منها
| العام | العمل المُرشح | الفئة      | النتائج |
| ----- | ------------ | ---------- | ------- |
| 2013  | جاذبية       | أفضل ممثلة | رُشِّح     |

### جوائز جمعية نقاد سينما سياتل
لم تفز، وترشحت لجائزة منها
| العام | العمل المُرشح | الفئة      | النتائج |
| ----- | ------------ | ---------- | ------- |
| 2014  | جاذبية       | أفضل ممثلة | رُشِّح     |

### جوائز جمعية سانت لويس لنقاد السينما
لم تفز، وترشحت لجائزة منها
| العام | العمل المُرشح | الفئة      | النتائج |
| ----- | ------------ | ---------- | ------- |
| 2013  | جاذبية       | أفضل ممثلة | رُشِّح     |

### جوائز جمعية يوتا لنقاد السينما
لم تفز، وترشحت لجائزة منها
| العام | العمل المُرشح | الفئة      | النتائج |
| ----- | ------------ | ---------- | ------- |
| 2013  | جاذبية       | أفضل ممثلة | رُشِّح     |

### جوائز دائرة نقاد سينما فانكوفر
لم تفز، وترشحت لجائزة منها
| العام | العمل المُرشح | الفئة      | النتائج |
| ----- | ------------ | ---------- | ------- |
| 2014  | جاذبية       | أفضل ممثلة | رُشِّح     |

### جوائز جمعية واشنطن العاصمة لنقاد السينما
لم تفز، وترشحت لجائزتان منها
| Year | Nominated Work | Category   | Results | Ref |
| ---- | -------------- | ---------- | ------- | --- |
| 2009 | البعد الآخر    | أفضل ممثلة | رُشِّح     |     |
| 2013 | جاذبية         | أفضل ممثلة | رُشِّح     |     |

### جوائز دائرة نقاد سينما المرأة
فازت بواحدة منها، وترشحت لجائزة منها
| العام | العمل المُرشح | الفئة               | النتائج |
| ----- | ------------ | ------------------- | ------- |
| 2013  | جاذبية       | جائزة المرأة الخفية | فوز     |

### جوائز شبكة صورة المرأة
فازت بجائزة منها، وترشحت لجائزتان منها
| العام | العمل المُرشح | الفئة                         | النتائج |
| ----- | ------------ | ----------------------------- | ------- |
| 2009  | عرض الزواج   | أفضل ممثلة في فيلم روائي طويل | فوز     |
| 2013  | جاذبية       | أفضل ممثلة في فيلم روائي طويل | رُشِّح     |

## وصلات خارجية
- جوائز ساندرا بولوك علي قاعدة بيانات الأفلام على الإنترنت